# Llista de compositores
| Directori A B C D E F G H I J K L M N O P R S T U V W X Y Z |

## A
- Els Aarne (1917-1995)
- Mary Anne à Beckett (1817–1863)
- Keiko Abe (1937)
- Harriett Abrams (1758–1821)
- El·la Adàievskaia (nascuda Schultz) (1846–1926)
- Maria Teresa Agnesi (1720–1795)
- Lejla Agolli (1950)
- Graciela Agudela (1945)
- Maria Theresia Ahlefeldt (1755–1810)
- Sieglinda Ahrens (1936)
- Doris Akers (1923–1995)
- Toshiko Akiyoshi (1929)
- Alamanda de Castelnau (fl. segona meitat segle xii)
- Eleanor Alberga (1949)
- Luna Alcalay (1928-2012)
- Amanda Ira Aldridge (1866–1956)
- Vittoria Aleotti (c.1575–després 1620)
- Leni Alexander (1924-2005)
- Liana Alexandra (1947)
- Margarida Alfonso i Orfila (1915-1991)
- Franghiz Ali-Zadeh (1947)
- Charlotte Alington Barnard (1830–1869)
- Kristi Allik (1952)
- Frances Allitsen (1849–1912)
- Rosa Almagro i Ribera de Presas (1920)
- Yardena Alotin (1930–1994)
- Birgitte Alsted (1942)
- Martha Alter (1904–1976)
- María de Alvear (1960)
- Berta Alves de Sousa (1906)
- Maryanne Amacher (1943)
- Amàlia de Saxònia (1794–1870)
- Solange Ancona (1943)
- Laura Andel (1968)
- Gwyneth Van Anden Walker (1947)
- Avril Anderson (1953)
- Beth Anderson (1950)
- Laurie Anderson (1947)
- Ruth Anderson (1928)
- Kristen Anderson-Lopez (1972)
- Núria Andorrà (
- Elfrida Andrée (1841–1929)
- Edelmira Anglada Esteba (1888-1938)
- María Luisa Anido (1907-1996)
- Anna Amàlia de Prússia (1723–1787)
- Lucia Contini Anselmi (1876–després 1913)
- Caroline Ansink (1959)
- Elizabeth Anspach (1750–1828)
- Dina Appeldoorn (1884–1938)
- Adelaide Orsola Appignani (1807–1884)
- Mary Jeanne Van Appledorn (1927)
- Izabella Arazova (1936)
- Violet Archer (1913–2000)
- Bàrbara Ardanuy i Queldra (1988)
- Isabel Aretz (1909-2005)
- Anneli Arho (1951)
- Cecilia Arizti (1856–1930)
- Marian Arkwright (1863–1922)
- Elinor Armer (1939)
- Claude Arrieu (1903-1990)
- Elena Asachi (1789–1877)
- Caterina Assandra (1580–1632)
- Esmeralda Athanasiu-Gardeev (1834–1917)
- Marianna Auenbrugger (d. 1786)
- Lera Auerbach (1973)
- Josepha Barbara Auernhammer (1758–1820)
- Valborg Aulin (1860–1928)
- Florence Aylward (1862–1950)
- Azalais de Porcairagues (fl. mitjan segle xii)
- Svitlana Azarova (1976)

## B
- Heidi Baader-Nobs (1940)
- Grażyna Bacewicz (1909–1969)
- Maria Bach (1896–1978)
- Rosa Giacinta Badalla (1660–1710)
- Tekla Bądarzewska-Baranowska (1834–1861)
- Maya Badian (1945)
- Vera Baeva (1930)
- Sara Bagnati de Scaramuzza (1885-1964)
- Judith Margaret Bailey (1941)
- Ruth Bakke (1947)
- Giovanna Bruna Baldacci (1886–després 1910)
- Carlota Baldrís i Rafecas (1960)
- Esther Ballou (1915–1973)
- Puchi Balseiro (1926-2007)
- Marietta Brambilla (1807-1875)
- Bàrbara de Portugal (1711–1758)
- Mansi Barberis (1899–1986)
- Cacilda Borges Barbosa (1914)
- Elaine Barkin (1932)
- Alice Barnett (1886–1975)
- Carol E. Barnett (1949)
- Ethel Barns (1880-1948)
- Leonora Baroni (1611–1670)
- Carmen Barradas (1888–1963)
- Elsa Barraine (1910–1999)
- Gisèle Barreau (1948)
- Françoise Barrière (1944)
- Bebe Barron (1927)
- Cecilia Maria Barthélemon (c. 1769–1840)
- Maria Barthélemon (c. 1749–1799)
- Adriana Basile (c. 1580–c. 1640)
- Carola Bauckholt (1959)
- Marion Bauer (1882–1955)
- Alison Bauld (1944)
- Sophie Bawr (1773–1860)
- Marie Emmanuelle Bayon Louis (1746–1825)
- Amy Beach (1867–1944)
- Sally Beamish (1956)
- Janet Beat (1937)
- Betty Beath (1932)
- Marguerite Béclard d'Harcourt (1884–1964)
- Norma Beecroft (1934)
- Eve Beglarian (1958)
- Anđelka Bego-Šimunić (1941)
- Jeanne Behrend (1912–1988)
- Jeanne Beijerman-Walraven (1878–1969)
- Montserrat Bellés (1943-1998)
- Teresa Belloc-Giorgi (1784–1855)
- Encarna Beltrán-Huertas (1948)
- Antonia Bembo (c. 1640–1720)
- Barbara Benary (1946)
- Chiara Benati (1956)
- Soledad Bengoechea de Carmena (1849–1893)
- Cathy Berberian (1925–1983)
- Gertrude van den Bergh (1793–1840)
- Christine Berl (1943)
- Dolores Bernis de Bermúdez (1843-1904)
- Lauren Bernofsky (1967)
- Catalina Berroa (1849–1911)
- Louise Bertin (1805–1877)
- Camille Besse (1889-1966)
- Johanna Beyer (1888–1944)
- Lycia de Biase Bidart (1910)
- Gillian Bibby (1945)
- Marie Bigot (1786–1820)
- Beatriz Bilbao (1951)
- Elizabeth Weichsell Billington (c.1768–1818)
- Hildegard von Bingen (1098-1179)
- Judith Bingham (1952)
- Renate Birnstein (1946)
- Roberta Bitgood (1908)
- Helen Blackwood (1807–1867)
- Leopoldine Blahetka (1809–1885)
- Blanche of Castile (1188–1252)
- Olga de Blanck (1916-1988)
- Maria Theresa Bland (c. 1769–1838)
- Carla Bley (1938)
- Patricia Blomfield Holt (1910)
- Sonia Bo (1960)
- Berta Bock (1857–1945)
- Mlle Bocquet (principis segle XVII–després 1660)
- Sylvie Bodorová (1954)
- Josina Anna Petronella van Boetzelaer (1733–1787)
- Anna Bofill i Levi (1944)
- Michèle Bokanowski (1943)
- Anna Bolena (1507–1536)
- Anna Bon (1738/1739)
- Carrie Bond (1862–1946)
- Victoria Bond (1945)
- Margaret Allison Bonds (1913–1972)
- Andrée Bonhomme (1905–1982)
- Mélanie Bonis (1858–1937)
- Henriette van den Boorn-Coclet (1866–1945)
- Modesta Bor (1926–1998)
- Johanna Bordewijk-Roepman (1892–1971)
- Teresa Borràs i Fornell (1923)
- Edith Borroff (1925)
- Lluïsa Bosch i Pagès (1880-1961)
- Maura Bosch (1958)
- Henriëtte Bosmans (1895–1952)
- Marianna Bottini (1802–1858)
- Linda Bouchard (1957)
- Lili Boulanger (1893–1918)
- Nadia Boulanger (1887–1979)
- Joséphine Boulay (1869-1925)
- Helen Bowater (1952)
- Anne Boyd (1946)
- Ina Boyle (1889–1967)
- Anne Louise Boyvin d'Hardancourt Brillon de Jouy (1744–1824)
- May Hannah Brahe (1884–1956)
- Gena Branscombe (1881–1977)
- Josefina Brdlíková (1843–1910)
- Caroline M. Breece (1977)
- Thérèse Brenet (1935)
- Bettina Brentano (1785–1859)
- Dora Bright (1862–1951)
- Radie Britain (1899–1994)
- Maria Brizzi Giorgi (1775–1822)
- Roslyn Brogue (1919–1981)
- Bronsart von Schellendorf, Ingeborg (1840–1913)
- Augusta Browne (1820–1882)
- Harriet Browne (1790–1858)
- Elisabetta Brusa (1954)
- Joanna Bruzdowicz (1943)
- Filipina Brzezińska (1800–1886)
- Dorothy Quita Buchanan (1945)
- Helen Buchholtz (1877-1953)
- Olivia Buckley (mitjans-1790–després 1845)
- Margaret Buechner (1922-1998)
- Nini Bulterijs (1929–1989)
- Diana Burrell (1948)

## C
- Gayane C'ebotaryan (1918)
- Francesca Caccini (1587–1640?)
- Settimia Caccini (1591–1638?)
- Geneviève Calame (1946–1993)
- Maria Cattarina Calegari (1644–1675)
- Elsa Calcagno (1910-1978)
- Eugenia Calosso (1878–1914)
- Maria Dolors Calvet i Prats (1907-1988)
- Francesca Campana (morta el 1665)
- Montserrat Campmany i Cortés (1901-1995)
- Anna Campmany (1993)
- Virginia Mariani Campolieti (1869–1941)
- Marguerite Canal (1890–1978)
- Marta Canales (1893–1986)
- Edith Canat de Chizy (1950)
- Julie Candeille (1767–1834)
- Mercè Capdevila i Gayà (1946)
- Constança Capdeville (1937–1992)
- Matilde Capuis (1913)
- Wendy Carlos (1939)
- Mary Grant Carmichael (1851–1935)
- Elisenda Carrasco (1971)
- Ann Carr-Boyd (1938)
- Teresa Carreño (1853–1917)
- Isolina Carrillo (1907–1996)
- Ana Carrique (1886-1979)
- Dinorá de Carvalho (1905–1980)
- Doreen Carwithen (1922–2003)
- Ernestina Lecuona Casado (1882–1951)
- Lluïsa Casagemas i Coll (1873–ca 1942)
- Felicita Casella (c. 1820–després 1865)
- Cassiana de Constantinoble (ca. 810–ca. 865)
- Lola Castegnaro (1900–1979)
- Castelloza (fl. principis segle xiii)
- Graciela Castillo (abans de 1945)
- Eve de Castro-Robinson (1956)
- Maddalena Casulana (c.1540–c.1590)
- Amalia Catharina (1640–1697)
- Eunice Catunda (1915)
- Gabriella Cecchi (1944)
- Monic Cecconi-Botella (1936)
- Ľubica Čekovská (1975)
- Pepita Cervera i Alandí (1925-2010)
- Sulpitia Cesis (fl. 1619)
- Emma Chacón i Lausaca (1886-1972)
- Wendy Mae Chambers (1953)
- Cécile Chaminade (1857–1944)
- Nancy Laird Chance (1931)
- Janine Charbonnier (1926)
- Isabelle de Charrière (1740–1805)
- Gayane Chebotarian (1918–1998)
- Maria Chefaliady-Taban (1863–1932)
- Unsuk Chin (1961)
- Hedwige Chrétien (1859–1944)
- Tat'yana Chudova (1944)
- Suzanne Ciani (1946)
- Catherina Cibbini-Kozeluch (1785–1858)
- Lía Cimaglia (1906-1998)
- Maya Ciobanu (1952)
- Gilda A. Citro (1921-1976)
- Dolores Claman (1927)
- Àurea Rosa Clavé i Bosch (1876-1940)
- Laura Clayton (1943)
- Marie-Elizabeth Cléry (1761–després 1795)
- Judith Ann Clingan (1945)
- Adrienne Clostre (1921-2006)
- Gloria Coates (1938)
- Maria Rosa Coccia (1759–1833)
- Maria Assumpta Codina i Gubianes (1943)
- Alicia Coduras Martínez (1958)
- Rhoda Coghill (1903–2000)
- Isabella Colbran (1785–1845)
- Ulric Cole (1905–1992)
- Ellen Coleman (1886–1973)
- Avril Coleridge-Taylor (1903-1998)
- Jeanne Colin-De Clerck (1924)
- Comtessa de Dia (més coneguda com a Beatriz de Dia, fl. finals XII/principis XIII)
- Graziella Concas (1970)
- Eleanor Cory (1943)
- Micheline Coulombe Saint-Marcoux (1938–1985)
- Jean Coulthard (1908–2000)
- Mildred Couper (1887–1974)
- Chiara Margarita Cozzolani (1602–1678)
- Anna Cramer (1873–1968)
- Chaya Czernowin (1957)

## D
- Melanie Ruth Daiken (1945)
- Nancy Dalberg (1881–1949)
- Kathleen Dale (1895–1984)
- Eleanor Joanne Daley (1955)
- Dama Margot (fl. segle xiii) (vegeu: Dames Margot and Maroie)
- Dama Maroie (fl. segle xiii) (vegeu: Dames Margot and Maroie)
- Margarethe Danzi (1768–1800)
- Tina Davidson (1952)
- Katherine K. Davis (1892-1980)
- Miss Davis (c. 1726–després 1755)
- Madame Delaval (fl. 1791–1802)
- Claire Delbos (1906–1959)
- Carmelina Delfin (c. 1900–després 1948)
- Eva Dell'Acqua (1856–1930)
- Sophia Dellaporta (fl. segona meitat del s. XIX)
- Hélène-Louise Demars (b. c. 1736)
- Jeanne Demessieux (1921–1968)
- Lady Mary Dering (1629–1704)
- Marcelle Deschênes (1939)
- Yvonne Desportes (1907–1993)
- Jody Diamond (1953)
- Hilda Dianda (1925)
- Alicia Díaz de la Fuente (1967)
- Ellen Dickson (1819–1878)
- Emma Lou Diemer (1927)
- Consuelo Díez (1958)
- Fannie Charles Dillon (1881–1974)
- Violeta Dinescu (1953)
- Lucia Dlugoszewski (1931–2000)
- Felicia Donceanu (1931)
- Dora Draganova (1946)
- Madeleine Dring (1923–1977)
- Annette von Droste-Hülshoff (1797–1848)
- Leonora Duarte (1610–1678)
- María Enma Botet Dubois (1903)
- Pauline Duchambge (1778–1858)
- Sophie Elisabeth, duquessa de Brunswick-Lüneburg (1613–1676)
- Anna Amalia, duquessa de Saxe-Weimar-Eisenach (1739–1807)
- Anne Dudley (1956)
- Katerina Veronika Anna Dusíkova (1769–1833)
- Sophia Corri Dussek (1775–1847)
- Mlle Duval (1718–després 1775)
- Judith Dvorkin (c. 1927)
- Léssia Ditxkò (1939) (uk:Дичко Леся Василівна)
- Maria Dziewulska (1909-2006)

## E
- Sophie Carmen Eckhardt-Gramatté (1901–1974)
- Clara Edwards (1887–1974)
- Fredrikke Egeberg (1815–1861)
- Katharine Emily Eggar (1874–1961)
- Margriet Ehlen (1943)
- Jean Eichelberger Ivey (1923-2010)
- Adelheid Maria Eichner (1762–1787)
- Maija Einfelde (1939)
- Karólína Eiríksdóttir (1951)
- Michelle Ekizian (1956)
- Eleonora Eksanishvili (1919-2003)
- Rosalind Frances Ellicott (1857–1924)
- Dilys Elwyn-Edwards (1918)
- Katerina Emingerová (1856–1934)
- Susanne Erding-Swiridoff (1955)
- Siegrid Ernst (1929)
- Matilde Escalas i Xamení (1860 - 1936)
- María Luisa Escobar (1903-1985)
- Pozzi Escot (1933)
- María Escribano (1954)
- Margaret Essex (1775–1807)
- Florence Maude Ewart (1864–1949)

## F
- Rolande Falcinelli (1920–2006)
- Evelyn Faltis (1890–1937)
- Ònia Farga i Pellicer (1882-1936)
- Carme Farré i Ors (1900-1985)
- Eibhlis Farrell (1953)
- Louise Farrenc (1804–1875)
- Sarah Feigin (1928)
- Johanne Amelie Fenger (1836–1913)
- Maria Helena Rosas Fernandes (1933)
- Carlotta Ferrari (1837–1907)
- Gabrielle Ferrari (1851–1921)
- Beatriz Ferreyra (1937)
- Vivian Fine (1913–2000)
- Mariel·la Finet i Herbera (1962)
- Mary Finsterer (1962)
- Graciane Finzi (1945)
- Ielena Firsova (1950)
- Helen Fisher (1942)
- Tsippi Fleischer (1946)
- Eliza Flower (1803–1846)
- Eugénie-Emilie Juliette Folville (1870–1946)
- Jacqueline Fontyn (1930)
- Anna Fort i Comas (1934)
- Annie Fortescue Harrison (1851–1944)
- Fay Foster (1886-1960)
- Jennifer Fowler (1939)
- Erika Fox (1936)
- Ludmila Frajt (1919-1999)
- Dorothea Anne Franchi (1920–2003)
- Hedy Frank-Autheried (1902–1979)
- Joan Franks Williams (1930)
- Shena Fraser (1910-1993)
- Isadore Freed (1900–1960)
- Eleanor Everest Freer (1864–1942)
- Narcisa Freixas (1859–1926)
- Ilsa Fromm-Michaels (1888–1986)
- Susan Frykberg (1954)
- Lillian Fuchs (1901–1995)
- Keiko Fujiie (1963)
- Ellen Fullman (1957)
- Biancamaria Furgeri (1935)
- Jessie Furze (1903–1984)

## G
- Virginia Gabriel (1825–1877)
- Sophie Gail (1775–1819)
- Diamanda Galás (1955)
- Monti Galdon i Arrué (1969)
- Margherita Galeotti (1867–després 1912)
- Rachel Galinne (1949)
- Elisabetta de Gambarini (1731–1765)
- Raquel García-Tomás (1984)
- Kay Gardner (1941–2002)
- Garnett, Louise Ayres (1860-1937)
- Garsenda de Proensa (fl. principis segle xiii)
- Lūcija Garūta (1902–1977)
- Marianne Gary-Schaffhauser (1903)
- Koharik Gazarossian (1907–1967)
- Roberta Geddes-Harvey (1849–1930)
- Gerda Geertens (1955)
- Constanze Geiger (1835-1890)
- Gertrude of Dagsburg (1205–1225)
- Ada Gentile (1947)
- Abbie Gerrish-Jones (1863–1929)
- Maura Ghoneim (1955)
- Miriam Gideon (1906–1996)
- Helen Gifford (1935)
- Teodora Ginés (c. 1530–després 1598)
- Maria de la Concepció Ginot i Riera (1858-1934)
- Ruth Gipps (1921–1999)
- Suzanne Giraud (1958)
- Janice Giteck (1946)
- Barbara Giuranna (1898–1998)
- Peggy Glanville-Hicks (1912–1990)
- Helen Glatz (1908-1996)
- Evelyn Glennie (1965)
- Goddard, Arabella (1836-1922)
- Chiquinha Gonzaga (1847–1935)
- Florence Everilda Goodeve (1861–1915)
- Annette Vande Gorne (1946)
- Annie Gosfield (1960)
- Ida Gotkovsky (1933)
- Luise Adelgunda Victoria Gottsched (morta el 1762)
- Dorothy Gow (1893–1982)
- Janet Graham (1948)
- Shirley Graham Du Bois (1896–1977)
- Clémence de Grandval (1828–1907)
- Micki Grant (1941)
- Caterina Benedicta Grazianini (fl. principis segle xviii)
- Gisella Delle Grazie (1868, fl. 1894–95)
- Lucile Grétry (1772–1790)
- María Grever (1885–1951)
- Beverly Grigsby (1928)
- Maria Margherita Grimani (fl. principis segle xviii)
- Agathe Backer Grøndahl (1847–1907)
- Elvira Guasch i Font (1906-1990)
- Sofia Gubaidúlina (1931)
- Emilia Gubitosi (1887–1972)
- Mlle Guédon de Presles (principis segle XVIII–1754)
- Isabel Güell i López (1872-1956)
- Mlle Guerin (c. 1739, fl. 1755)
- Jane Mary Guest (1762–1846)
- Guillemina de Prússia (1709–1758)
- Rosa Guraieb (1931)
- Nazife Güran (1921–1993)
- Elizabeth Gyring (1886–1970)

## H
- Louise Haenel de Cronenthall (1839–c. 1876)
- Helen Eugenia Hagan (1893–1964)
- Elizabeth Joanetta Catherine von Hagen (1750–1809/10)
- Júlia Hajdú (1915–1987)
- Pauline Hall (1890–1969)
- Minako Hamano (al segle XX)
- Ann-Elise Hannikainen (1946)
- Kazuko Hara (1935)
- Guy d'Hardelot (1858–1936)
- Halina Harelava (1951)
- Ethel R. Harraden (fl. finals segle xix i principis XX)
- Regina Harris Baiocchi (1956)
- Pamela Harrison (1915–1990)
- Susie Frances Harrison (1859–1935)
- Emma Sophie Amalie Hartmann (1807–1851)
- Irina Hasnas (1954)
- Faustina Hasse Hodges (1822–1895)
- Elisabeth de Haulteterre (fl. 1737–1768)
- Birgit Havenstein (1954)
- Hanna Havrylets' (1958)
- Elizabeth Hayden Pizer (1954)
- Sorrel Hays (1941)
- Åse Hedstrøm (1950)
- Rebecca Helferich Clarke (1886–1979)
- Barbara Heller (1936)
- Moya Henderson (1941)
- Ig Henneman (1945)
- Louise Héritte-Viardot (1841-1918)
- Gisela Hernández (1912–1971)
- Teresa Tanco Cordovez de Herrera (1859–1946)
- Elisabeth von Herzogenberg (1847-1892)
- Maria Hester Park (1775–1822)
- Ethel Glenn Hier (1889–1971)
- Jennifer Higdon (1962)
- Hildegarda de Bingen (1098–1179)
- Mirrie Hill (1892–1986)
- Margriet Hoenderdos (1952)
- Dulcie Sybil Holland (1913)
- Augusta Holmès (1847–1903)
- Borghild Holmsen (1865–1938)
- Imogen Holst (1907–1984)
- Adriana Hölszky (1953)
- Helen Francis Hood (1863–1949)
- Katherine Hoover (1937)
- Helen Hopekirk (1856–1945)
- Sarah Hopkins (1958)
- Sarah Horick (1984)
- Amy Elsie Horrocks (1867–després 1915)
- Eleanor Hovda (1940)
- Joyce Howard Barrell (1917–1989)
- Mary Howe (1882–1964)
- Dorothy Howell (1898–1982)
- Zhun Huang (1926)
- Elaine Hugh-Jones (1927)
- Brenda Hutchinson (1954)
- Miriam Beatrice Hyde (1913–2005)

## I
- Regina Irman (1957)
- Madeleine Isaksson (1956)
- Adina Izarra (1959)

## J
- Najla Jabor (1915-2001)
- Marie Jaëll (1846–1925)
- Dorothy James (1901–1982)
- Viera Janárceková (1941)
- Natalia Janotha (1856–1932)
- Kerstin Jeppsson (1948)
- Hilda Jerea (1919–1980)
- Ludmiła Jeske-Choińska (1849–1898)
- Eva Jessye (1885–1992)
- Marta Jirácková (1932)
- Sally Johnston Reid (1948)
- Betsy Jolas (1926)
- Jane M. Joseph (1894–1929)
- Gaziza Jubànova (1927) (ru:Жубанова, Газиза Ахметовна)
- Patricia Jünger (1951)

## K
- Clotilde Kainerstorfer (fl. segona meitat segle XIX)
- Yuki Kajiura (1965)
- Trisutji Kamal (1936)
- Laura Kaminsky (1956)
- Kikuko Kanai (1911–1986)
- Yoko Kanno (1964)
- Laura Karpman
- Vítězslava Kaprálová (1915–1940)
- Janice Kapp-Perry
- Sirvart Kalpakyan Karamanuk (1912-2008)
- Elena Karastoyanova (1933)
- Lyudmila Karpawna Shleh (1948)
- Carme Karr i Alfonsetti (1865-1943)
- Lucrecia Roces Kasilag (1918)
- Elena Kats-Chernin (1957)
- Eunice Katunda (1915–1991)
- Hiba Kawas (1972)
- Minna Keal (1909-1999)
- Denise Kelly (1954)
- Hope Anne Keng-Wai Lee (1953)
- Le Sénéchal de Kerkado (c. 1786–després 1805)
- Frida Kern (1891–1988)
- Usha Khanna (1942)
- Hi Kyung Kim (1954)
- Johanna Kinkel (1810–1858)
- Makiko Kinoshita (1956)
- Antoinette Kirkwood (1930)
- Melinda Kistétényi (1926)
- Anna Maria Klechniowska (1888–1973)
- Judy Klein (1943)
- Meri von KleinSmid (al segle XX)
- Jivka Klinkova (1924) (en:Zhivka Klinkova)
- Mary Knight Wood (1857–1944)
- Barbara Kolb (1939)
- Nagako Konishi (1945)
- Yelena Sergeyevna Konshina (1950)
- Yüksel Koptagel (1931)
- Clara Anna Korn (1866–1941)
- Mathilde Kralik von Meyrswalden (1857–1944)
- Neva Krasteva (1946)
- Anne-Marie Krumpholtz (1766–1813)
- Grazyna Krzanowska (1952)
- Halina Krzyzanowska (1860–1937)
- Christina Kubisch (1948)
- Mayako Kubo (1947)
- Hanna Kulenty (1961)
- Izabella Kuliffay (1863–1945)
- Renata Kunkel (1954)
- Elisabeth Kuyper (1877–1953)
- Iryna Kyrylina (1955)

## L
- Joan La Barbara (1947)
- Zulema de La Cruz Castillejo (1958)
- Élisabeth Jacquet de La Guerre (1665–1729)
- Nicole Lachartre (1934–1992)
- Lila Lalauni (1910–1996)
- Bun-Ching Lam (1954)
- Marta Lambertini (1937)
- Eleni Lambiri (c. 1882-8–1960)
- Wanda Landowska (1879–1959)
- Josephine Lang (1815–1880)
- Margaret Ruthven Lang (1867–1972)
- Judith Lang Zaimont (1945)
- Vanessa Lann (1968)
- Ana Lara (1959)
- Libby Larsen (1950)
- Joan Mary Last (1908-2002)
- Anne Lauber (1943)
- Elodie Lauten (1950)
- Louise Adolpha Le Beau (1850–1927)
- Louise Geneviève de Le Hye (1810–1838)
- Constance Faunt Le Roy Runcie (1836–1911)
- Anne LeBaron (1953)
- Francesca Lebrun (1756–1791)
- Sophie Lebrun (1781–1863)
- Chan-Hae Lee (1945)
- Young-ja Lee (1931)
- Nicola LeFanu (1947)
- Ethel Leginska (1886–1970)
- Liza Lehmann (1862–1918)
- Clarisse Leite (1917-2003)
- Vânia Dantas Leite (1945)
- Helvi Leiviskä (1902–1982)
- Edith Lejet (1941)
- Jeanne Leleu (1898–1979)
- Laura Lemon (1866–1924)
- Tania León (1943)
- Isabella Leonarda (1620–1704)
- Louísa Leonarda (1859–1926)
- Marina Leonardi (1970)
- Lévina, Zara (1906–1976)
- Claire Liddell (segle XX)
- Helene Liebmann (1796–1835)
- Nanna Magdalene Liebmann (1849–1935)
- Ekaterina Likoshin (fl. 1800–1810)
- Lili'uokalani (1838–1917)
- Liza Lim (1966)
- Maria Lindsay (1827–1898)
- Hannah Linklater (1984)
- Anne Linnet (1953)
- Mary Linwood (1755/6–1845)
- Zhuang Liu (1932)
- Miquela Lladó i Vidal (segle XX)
- Maria Teresa Llorens i Crusat (1926 - 2009)
- Lloret e Iracheta de Ballenillas, Josefa (1878-1908)
- Pepita Llunell (1926)
- Beatriz Lockhart (1944)
- Kathleen Lockhart Manning (1890–1951)
- Annea Lockwood (1939)
- Kate Loder (1825–1904)
- Emma Lomax (1873–1963)
- Ruth Lomon (1930)
- Celeste de Longpré Heckscher (1860–1928)
- Àngels López Artiga (1939)
- Silvana Di Lotti (1942)
- Ivana Loudová (1941)
- Alexina Louie (1949)
- Marina de Lourdes Martins (1926)
- Carolina Lowthian (1860-1943)
- Mary Lucas (1882–1952)
- Nada Ludvig-Pecar (1929–2008)
- María Teresa Luengo (1940)
- Enid Luff (1935)
- Gudrun Lund (1930)
- Signe Lund (1868–1950)
- Deborah Lurie (1972)
- Elisabeth Lutyens (1906–1983)
- Liudmila Liàdova (1925)
- Monica Lynn

## M
- Emma Maria Macfarren (1824–1895)
- Marianella Machado (1959)
- Clara Angela Macirone (1821–1895)
- Carmela Mackenna (1879–1962)
- Elizabeth Maconchy (1907–1994)
- Adela Maddison (1866–1929)
- Paquita Madriguera (1900-1965)
- Mary Mageau (1934)
- Ester Mägi (1922´2021)
- Alma Mahler (1879–1964)
- Katerina Maier (fl. c. 1800)
- Baronne Almaury de Maistre (1809-1875)
- Abdïlas Maldïbayev (1907–1978)
- Maria Malibran (1808–1836)
- Florentina Mallá (1891–1973)
- Carin Malmlöf-Forssling (1916)
- Maria Dolores Malumbres (1931)
- Ursula Mamlok (1928)
- Marisa Manchado Torres (1956)
- Lam Manyee (1950)
- Marcelle de Manziarly (1899–1989)
- Soe Tjen Marching (1971)
- Myriam Marbe (1931–1997)
- Rosanna Scalfi Marcello (fl. 1723–1742)
- Bunita Marcus (1952)
- Tera de Marez Oyens (1932–1996)
- Maria de França (c. 1160–1215)
- Maria de Raschenau (fl. 1690s–1703)
- Maria de Ventadorn (fl. finals segle xii)
- Ljubica Maric (1909–2003)
- -Maroie de Dregnau de Lille (fl. segle xiii)
- Florence Ashton Marshall (1843–després 1911)
- Roberta Martin (1907–1969)
- Odaline de la Martinez (1949)
- Marianne von Martínez (1744–1812)
- Rosa Mas i Mallén (1915-1988)
- Paola Massarenghi (fl. 1565–1585)
- Elizabeth Masson (1806–1865)
- Kikuko Masumoto (1937)
- Celeste Jaguaribe de Matos Celeste (1873–1938)
- Bernadetta Matuszczak (1937-2021)
- Paule Maurice (1910-1967)
- Emilie Mayer (1812–1883)
- Eta Mayseyewna Tïrmand (1917)
- Marilyn Mazur (1955)
- Mona McBurney (1862–1932)
- Cecilia McDowall (1951)
- Susan McFarland Parkhurst (1836–1918)
- Diana McIntosh (1937)
- Priscilla McLean (1942)
- Jenny Helen McLeod (1941)
- Cindy McTee (1953)
- Isabel Medina i Cantón (1966)
- Joyce Mekeel (1931–1997)
- Fanny Mendelssohn (1805–1847)
- Sophie Menter (1846–1918)
- María de las Mercedes Adam de Aróstegui (1873–1957)
- Zhanneta Lazarevna Metallidi (1934)
- Elisabeth Meyer (1859–1927)
- Meyer Marix, Celeste Alkan (1811-1897)
- Leonora Milà (1942)
- Teresa Milanollo (1827–1904)
- Silvina Milstein (1956)
- Zarrina Mirshakar (1947)
- Janice Misurell-Mitchell (1946)
- Haruna Miyake (1942)
- Ida Georgina Moberg (1859–1947)
- Benna Moe (1897–1983)
- Maria Teresa Monclús i Marquès (1934)
- Meredith Monk (1942)
- Helene de Montgeroult (1764–1836)
- Dorothy Rudd Moore (1940)
- Mary Carr Moore (1873–1957)
- Charlotte Moorman (1933–1991)
- Vincenza Garelli della Morea (1859–després 1924)
- Virginie Morel-du Verger (1799-1869)
- Nelly Moretto (1925–1978)
- Junko Mori (1948)
- Chikako Morishita (1981)
- Angela Morley (1924)
- Lelia Naylor Morris (1862-1929)
- Susan Morton Blaustein (1953)
- Nadežka Mosusova (1928)
- Krystyna Moszumanska-Nazar (1924)
- Ann Mounsey (1811–1891)
- Gabriela Moyseowicz (1944)
- Maria Anna Mozart (1751–1829)
- Maria Teresa Monclús i Marquès (1934)
- Geraldine Mucha (1917-2012)
- Johanna Müller-Hermann (1878–1941)
- Gráinne Mulvey (1966)
- Isabel Mundry (1963)
- Helena Munktell (1852–1919)
- Catherine Murphy Urner (1891–1942)
- Thea Musgrave (1928)

## N
- Maria Francesca Nascinbeni (c. 1640–1680)
- Maria Mercè Navarro i Galindo (1963)
- Alicia Adélaide Needham (1872–1945)
- Sheila Mary Nelson (1936)
- Susanna Nerantzi (fl. 1830–1840)
- Vojna Nešic (1947)
- Laura Constance Netzel (1839–1927)
- Amy X Neuburg (segle xx, viva en l'actualitat)
- Olga Neuwirth (1968)
- Dika Newlin (1923-2006)
- Julia Niewiarowska-Brzozowska (1827–1891)
- Tatiana Nikolàieva (1924–1993)
- Ilza Nogueira (1948)
- Gladys Nordenstrom (1924)
- Caroline Elizabeth Sarah Norton (1808–1877)
- Jacqueline Nova (1935–1975)
- Maude Nugent (1873/4–1958)

## O
- Jane O'Leary (1946)
- Jana Obrovská (1930–1987)
- Amado Santos Ocampo (1925)
- Irina Odagescu (1937)
- Sook-Ja Oh (1941)
- Marguerite Olagnier (1844–1906)
- Elisabeth Olin (1740-1828)
- Vivienne Olive (1950)
- Jocy de Oliveira (1936)
- Betty Olivero (1954)
- Pauline Oliveros (1932)
- Cornélie van Oosterzee (1863–1943)
- Daphne Oram (1925–2003)
- Cecilie Ore (1954)
- Margarida Orfila Tudurí (1889-1970)
- Caroline Orger (1818–1892)
- Gabriela Ortiz (1964)
- Michiru Oshima (1961)
- Reine Colaço Osorio-Swaab (1881–1971)
- Anna Caroline Oury (1808–1880)
- Halyna Ovcharenko (1963)
- Morfydd Owen (1891–1918)
- María Luisa Ozaita (1939)
- Anne-Marie Ørbeck (1911-1996)

## P
- Else Marie Pade (1924-2016)
- Younghi Pagh-Paan (1945)
- Priti Paintal (1960)
- Aleksandra Pàkhmutova (1929)
- Roxanna Panufnik (1968)
- Madame Papavoine (c. 1735, fl. 1755-61)
- Maria Theresia von Paradis (1759–1824)
- Graciela Paraskevaidis (1940)
- Hilda Paredes (1959)
- Dorothy Parke (1904–1990)
- Maria Frances Parke (1772–1822)
- Alice Parker (1925)
- Annie Patterson (1868–1934)
- Maggi Payne (1945)
- Sarah Peebles (1964)
- Dora Pejacevic (1885–1923)
- Maria Teresa Pelegrí i Marimón (1907-1995)
- Barbara Pentland (1912–2000)
- Katrina Penman (1982)
- Diana Pereira Hay (1932)
- Nydia Pereyra-Lizaso (1916-1998)
- Càndida Pérez i Martínez (1893-1989)
- Lourdes Pérez (1961)
- Anaïs Perrière-Pilte (1836–1878)
- Julia Perry (1924–1979)
- Anna Pessiak-Schmerling (1834–1896)
- Rositsa Petkova (1947) (en:Rosica Petkova)
- Carmen Petra-Basacopol (1926)
- Mara Petrova (1921–1997)
- Elena Petrová (1929)
- Senyora Philarmonica (fl. 1715)
- Liz Phillips (1951)
- Elizabeth Philp (1827–1885)
- Maria Antonietta Picconi (1869–1926)
- Agata della Pietà (fl. c. 1800)
- Michielina della Pietà (fl. c. 1701–1744)
- Santa della Pietà (fl. c. 1725–1750, morta després 1774)
- Julie Pinel (fl. 1710–1737)
- María Angélica Piola (1906-1988)
- Lina Pires de Campos (1918)
- Piera Pistono (1938)
- Fanny Krumpholtz Pittar (1785–1815)
- Janna Vassílievna Plieva (1949) (ru:Плиева, Жанна Васильевна)
- Poldowski (1879–1932)
- Viktória Valerievna Polevaia (1962) (ru:Полевая, Виктория Валерьевна)
- Armande de Polignac (1876-1962)
- Claire Polin (1926–1995)
- Mercè Pons Ramis (1968)
- Vincenta Da Ponte (fl. segona part segle xviii)
- Jeanne Pool (1951)
- Chris Poole (1952)
- Rachel Portman (1960)
- Elizabeth Poston (1905–1987)
- Genevieve Poston (1990)
- Mary Ann Pownall (1751–1796)
- Cyril Prescott (1860-1943), vegeu Carolina Lowthian
- Oliveria Louisa Prescott (1843–1919)
- Florence Beatrice Price (1888-1953)
- María Teresa Prieto (1896–1982)
- Marieta Morosina Priuli (fl. 1665)
- Teresa Procaccini (1934)
- Grazyna Pstrokonska-Nawratil (1947)
- Marta Ptaszyńska (1943)
- Rosa Puig i Llonch (1901-1999)
- Henriette Puig-Roget (1910-1992)
- Genoveva Puig i Vilà (1900-1986)
- Loïsa Puget (1810–1889)
- Montserrat Pujolar i Giménez (1939)

## Q
- Marie-Anne-Catherine Quinault (1695–1791)
- Lucia Quinciani (c. 1566, fl. 1611)

## R
- Erika Radermacher (1936)
- Eliane Radigue (1932)
- Priaulx Rainier (1903–1986)
- Maria Concepció Ramió i Diumenge (1961)
- Kala Ramnath (1967)
- Teresa Rampazzi (1914)
- Shulamit Ran (1949)
- Elizabeth Raum (1945)
- Irma Ravinale (1937)
- Genovieffa Ravissa (fl. finals segle xviii)
- Giulia Recli (1890–1970)
- Karin Rehnqvist (1957)
- Juliane Reichardt (1752–1783)
- Louise Reichardt (1779–1826)
- Caroline Reinagle (1818–1892)
- Julie Reisserová (1888–1938)
- Claire Renard (1944)
- Henriette Renié (1875-1956)
- Catherine Rennes (1858–1940)
- Elsa Respighi (1894–1996)
- Michèle Reverdy (1943)
- Sylvia Rexach (1922-1961)
- Marisa Rezende (1944)
- Janice Tucker Rhoda (1955)
- Maria Rosa Ribas i Monné (1944)
- Cesarina Ricci de Tingoli (c. 1573, fl. 1597)
- Kathleen Richards (1895–1984)
- Marga Richter (1926)
- Teresa Clotilde del Riego (1876–1968)
- Elena Riese (1796-1820)
- Nadejda Rímskaia-Kórsakova (1848–1919)
- Maria del Rio i Montfort (1917-2006)
- Shoshana Riseman (1948)
- Julie Rivé-King (1854–1937)
- Elena Robert Mazel (primera meitat del segle XIX)
- Fanny Arthur Robinson (1831–1879)
- Maria Rodrigo (1888–1967)
- Marcela Rodríguez (1951)
- Betty Roe (1930)
- Esther Rofe (1904–2000)
- Clara Kathleen Rogers (1844–1931)
- Caro Roma (1869–1937)
- Elena Romero (1923)
- Ann Ronell (1906 ó 1908–1933)
- Clotilde Rosa (1930)
- Camilla de Rossi (fl. 1707–1710)
- Doina Rotaru (1951)
- Anna Rubin (1946)
- Jeanine Rueff (1922–1999)
- Magaly Ruiz Lastres (1941)
- Claudia Rusca (1593–1676)
- Gilda Ruta (1856–1932)
- Elena Rykova (1991)

## S
- Kaija Saariaho (1952)
- Martha von Sabinin (1831–1892)
- Sahakduxt (començaments del segle VIII)
- Charlotte Sainton-Dolby (1821–1885)
- Matilde Salvador i Segarra (1918-2007)
- Alice Samter (1908)
- Rhian Samuel (1944)
- Marie Samuelsson (1956)
- Alina Sanden (1880-1955)
- Rocio Sanz (1933–1993)
- Safo de Lesbos (c. 612 aC)
- Ada Sassoli-Ruata (1886-1946)
- Kimi Sato (1949)
- Rebecca Saunders (1967)
- Rachel Sauvé (1985)
- Jane Savage (1752/3–1824)
- Carla Scaletti (1956)
- Angiola Teresa Moratori Scanabecchi (1662–1708)
- Ethel Scarborough (1880–1956)
- Claire Schapira (1946)
- Delphine von Schauroth (1814–1887)
- Tona Scherchen (1938)
- Mon Schjelderup (1870–1934)
- Annette Schlünz (1964)
- Ruth Schonthal (1924–2006)
- Eva Schorr (1927)
- Corona Elisabeth Wilhelmine Schröter (1751–1802)
- Clara Schumann (1819–1896)
- Philippa Duke Schuyler (1931–1967)
- Schwabacher-Bleichröder, Anna
- Laura Schwendinger (1962)
- Esther Scliar (1926–1978)
- Alicia Ann Scott (1810–1900)
- Amy Scurria (1973)
- Laura Sedgwick Collins (1859–1927)
- Ruth Crawford Seeger (1901–1953)
- Hilda Sehested (1858–1936)
- Ilona Sekacz (1948)
- Blanca Selva i Henry (1884-1942)
- Daria Semegen (1946)
- Johanna Senfter (1879–1961)
- Françoise-Charlotte de Senneterre Ménétou (1680, fl. 1691)
- María Luisa Sepúlveda (1896–1958)
- Tat'yana Sergeyeva (1951)
- Valentina Serova (1846–1924)
- Claudia Sessa (c. 1570– entre 1613 i 1619)
- Kilza Setti (1932)
- Charlotta Seuerling (1782-1828)
- Marielli Sfakianaki (1945)
- Masguda Shamsutdinova (1955)
- Alex Shapiro (1962)
- Judith Shatin (1949)
- Naomi Shemer (1930–2004)
- Alice Shields (1943)
- Chen Shihui (1962)
- Pan Shiji (1957)
- Yoko Shimomura (1967)
- Mieko Shiomi (1938)
- Verdina Shlonsky (1905–1990)
- Marilyn Shrude (1946)
- Marie Siegling (1824–1919)
- Arlene Sierra (1970)
- Elzbieta Sikora (1943)
- Adelaide Pereira da Silva (1928)
- Sheila Silver (1946)
- Faye-Ellen Silverman (1947)
- Mitzuki Simon (1822-1917)
- Neus Simon i Perayre (1957)
- Netty Simons (1913–1994)
- Yekaterina Sinyavina (morta el 1784)
- Maddalena Laura Sirmen (1745–1818)
- Antonia Sitcher de Mendi (1827-1914)
- Synne Skouen (1950)
- Bettina Skrzypczak (1962)
- Jane Sloman (1824–després 1850)
- Pril Smiley (1943)
- Alice Mary Smith (1839–1884)
- Hilda Josephine Smith (1884-[...?])
- Julia Smith (1911–1989)
- Linda Catlin Smith (1957)
- Undine Smith Moore (1904–1989)
- Ethel Smyth (1858–1944)
- Marta Śniady (1986)
- Jitka Snížková (1924–1989)
- Joanídia Sodré (1903–1975)
- Natàlia Solà i Salvà (1934)
- Silvia Sommer (1944)
- Brunhilde Sonntag (1936)
- Margarita Soto Viso (1957)
- Ann Southam (1937)
- Isabel Soveral (1961)
- Maj Sønstevold (1917)
- Bernadette Speach (1948)
- Laurie Spiegel (1945)
- Cristina Spinei (1984)
- Georgia Spiropoulos (1965)
- Tui St. George Tucker (1924–2004)
- Pamela St. John (1950)
- Patty Stair (1869–1926)
- Ingeborg Bronsart von Schellendorf (1840-1913)
- Ivana Stefanovic (1948)
- Carolyn Steinberg (1956)
- Emma Roberto Steiner (1850–1928)
- Gitta Steiner (1932–1990)
- Elizabeth Stirling (1819–1895)
- Stella Stocker (1858–1925)
- Lily Strickland (1884–1958)
- Barbara Strozzi (1619–1677)
- Peggy Stuart-Coolidge (1913–1981)
- Maria Anna Stubenberg (1821–1912)
- Dana Suesse (1909–1987)
- Kyungsun Suh (1942)
- Marion Dix Sullivan (fl. 1840–50)
- Margaret Sutherland (1897–1984)
- Natela Svanidze (1926)
- Elizabeth Swados (1951)
- Freda Swain (1902–1985)
- Edith Swepstone (fl. 1885–1930)
- Kay Swift (1897–1993)
- Jadwiga Szajna-Lewandowska (1912–1994)
- Iris Szeghy (1956)
- Erzsébet Szőnyi (1924)
- Maria Agata Szymanowska (1789–1831)

## T
- Germaine Tailleferre (1892–1983)
- Louise Talma (1906–1996)
- Karen Tanaka (1961)
- Hilary Tann (1947)
- Phyllis Tate (1911–1987)
- Erna Tauro (1916–1993)
- Cornelia Tautu (1938)
- Zlata Tcaci (1928)
- Alice Tegnér (1864–1943)
- Nancy Telfer (1950)
- Hope Temple (1859–1938)
- Alicia Terzian (1934)
- Rose Thisse-Derouette (1902–1989)
- Augusta Read Thomas (1964)
- Diane Thome (1942)
- Shirley J. Thompson (1958)
- Pauline-Marie-Elisa Thys (c. 1836–1909)
- Tibors de Sarenom (mitjans del segle xii)
- Zdenka Ticharich (1900–1979)
- Denise Tolkowsky (1918–1991)
- Montserrat Torras i Salvador (1973)
- Mercè Torrents i Turmo (1930)
- Joan Tower (1938)
- Joan Trimble (1915–2000)
- Alba Trissina (fl. 1622)
- Josephine Troup (morta el 1912)
- Iúlia Tsenova (1948)
- Karmel·la Tsepkòlenko (1955) (uk:Кармелла Семенівна Цепколенко
- Calliope Tsoupaki (1963)
- Yuka Tsujiyoko (al segle XX)
- Stefania Turkewich (1898-1977)
- Mary Elizabeth Turner Salter (1856–1938)
- Iekaterina Txemberdjí (1960)
- Guekhuní Txtitxian (1929)
- Agnes Tyrrell (1846–1883)

## U
- Carolina Uccelli (1810–1885)
- Ludmila Ulehla (1923)
- Enrichetta Umicini Golini
- Alicia Urreta (1933–1987)
- Irma Urteaga (1929)
- Julia Usher (1945)
- Galina Ivànovna Ustvólskaia (1919)
- Yolande Uyttenhove (1925–2000)

## V
- Ann Valentine (1762–1842)
- Adelaida Vallribera i Soler (? -2012)
- Janika Vandervelde (1955)
- Nancy Van de Vate (1930)
- Andrée Vaurabourg (1894-1980)
- Alida Vázquez (1931)
- Hana Vejvodová (1963–1994)
- Consuelo Velázquez (1924–2005)
- Esther Elizabeth Velkiers (1640)
- Lucie Vellère (1896–1966)
- Iúlia Véisberg (1878/1880–1942)
- Pauline Viardot (1821–1910)
- Jórunn Viðar (1918)
- Lois V. Vierk (1951)
- Jane Vieu (1871–1955)
- Josée Vigneron-Ramackers (1914)
- Mariona Vilà i Blasco (1958)
- Dolors Viladrich i Pascual (1936-2010)
- Antònia Vilàs i Ferràndiz (1926-2013)
- Gloria Villanueva (1953)
- Mariana Villanueva (1964)
- Henriette Adélaïde Villard Beaumesnil (1748–1813)
- Berthe di Vito-Delvaux (1915)
- Ida Vivado (1908–1989)
- Lucrezia Orsina Vizzana (1590–1662)
- Marina Marta Vlad (1949)
- Sláva Vorlová (1894–1973)
- Tatiana Vorónina (1933) (ru:Воронина, Татьяна Викторовна)
- Anne van Schothorst (1974-)

## W
- Ho Wai-On (1946)
- Shirley Walker (1935)
- Joelle Wallach (1946)
- Errollyn Wallen (1958)
- Maria Antònia Walpurgis de Baviera (1724–1780)
- Jennifer Walshe (1974)
- Elizabeth Walton Vercoe (1941)
- Tekla Griebel Wandall (1866–1940)
- Qiang Wang (1935)
- Elinor Remick Warren (1900–1991)
- Thérèse Wartel (1814–1865)
- Ruth Watson Henderson (1932)
- Julie von Webenau née Baroni-Cavalcabo (1813-1874)
- Vilma von Webenau (1875-1953)
- Bertha Frensel Wegener (1874–1953)
- Emmy Wegener (1901–1973)
- Vally Weigl (1889–1982)
- Judith Weir (1954)
- Georgina Weldon (1837–1914)
- Sara Wennerberg-Reuter (1875–1959)
- Rosy Wertheim (1888–1949)
- Sophia Maria Westenholz (1759–1838)
- Hildegard Westerkamp (1946)
- Mabel Wheeler Daniels (1877–1971)
- Maude Valérie White (1855–1937)
- Ruth White (1925)
- Gillian Whitehead (1941)
- Dorothy Whitson Freed (1919)
- Caroline Wichern (1836–1906)
- Inger Wikström (1939)
- Margaret Lucy Wilkins (1939)
- Grace Williams (1906–1977)
- Mary Lou Williams (1910–1981)
- Terry Winter Owens (1941)
- Debbie Wiseman (1963)
- Maria Carolina Wolf (1742–1820)
- Julia Wolfe (1958)
- Erna Woll (1917)
- Amy Woodforde-Finden (1860–1919)
- Barbara Woof (1958)
- Julia Woolf (1831–1893)
- Ellen Wright (1904)
- Mary Ann Wrighten (1751–1796)
- Caroline Wuiet (1766–1835)
- Sinta Wullur (1958)
- Mary J. A. Wurm (1860–1938)
- Stephanie Wurmbrand-Stuppach (1849–1919)
- Ruth Shaw Wylie (1916–1989)

## X
- Shuxian Xiao (1905–1991)
- Huguang Xin (1933)
- Qu Xixian (1919)
- Xosroviduxt (principis segle VIII)

## Y
- Michiru Yamane (va viure al segle XX)
- Irina Ieltxeva (1926) (en)
- Chen Yi (1953)

## Z
- Jeanne Zaidel-Rudolph (1948)
- Arlene Zallman (1934-2006)
- Ruth Zechlin (1926)
- Isidora Zegers (1803–1869)
- Lidia Zielińska (1953)
- Grete von Zieritz (1899–2001)
- Marilyn J Ziffrin (1926)
- Agnes Zimmermann (1847–1925)
- Margrit Zimmermann (1927)
- Mirjana Živkovic (1935)
- Khaziza Zhubanova (1927-1883)
- Emiliana de Zubeldia (1888–1987)
- Mana Zucca (1885–1981)
- Emilie Zumsteeg (1796–1857)
- Ellen Zwilich (1939)